# Gelasma sasakii
Gelasma sasakii là một loài bướm đêm trong họ Geometridae.